# Шкарівка
Шка́рівка — село в Білоцерківському районі Київської області. Входить до складу Білоцерківської міської громади. Розташоване над річкою Рось
Засноване в 16 столітті.
В селі розташований дерев'яний Свято-Духівський храм XVIII століття.
Населення — близько 2 290 жителів.

## Населення

### Мова
Розподіл населення за рідною мовою за даними перепису 2001 року:
| Мова       | Кількість | Відсоток |
| ---------- | --------- | -------- |
| українська | 2258      | 98.56%   |
| російська  | 33        | 1.44%    |
| Усього     | 2291      | 100%     |

## Відомі люди
- Молочина Мотрона Олексіївна — депутат ВР УРСР 11-го скликання, занесена до Золотого Фонду Білоцерківського району.
- Середа Антон Хомич — український художник та педагог.
- Попенко-Коханий Микита Романович (1900—1981) — український радянський художник.
- Хвостенко Алла Семенівна — українська радянська діячка, доярка радгоспу «Білоцерківський» Білоцерківського району Київської області. Депутат Верховної Ради УРСР 9-10-го скликань.

## Галерея

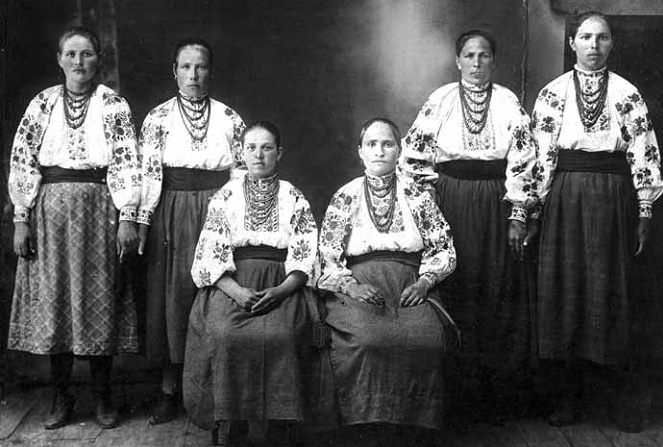
Шкарівські жінки, 1927
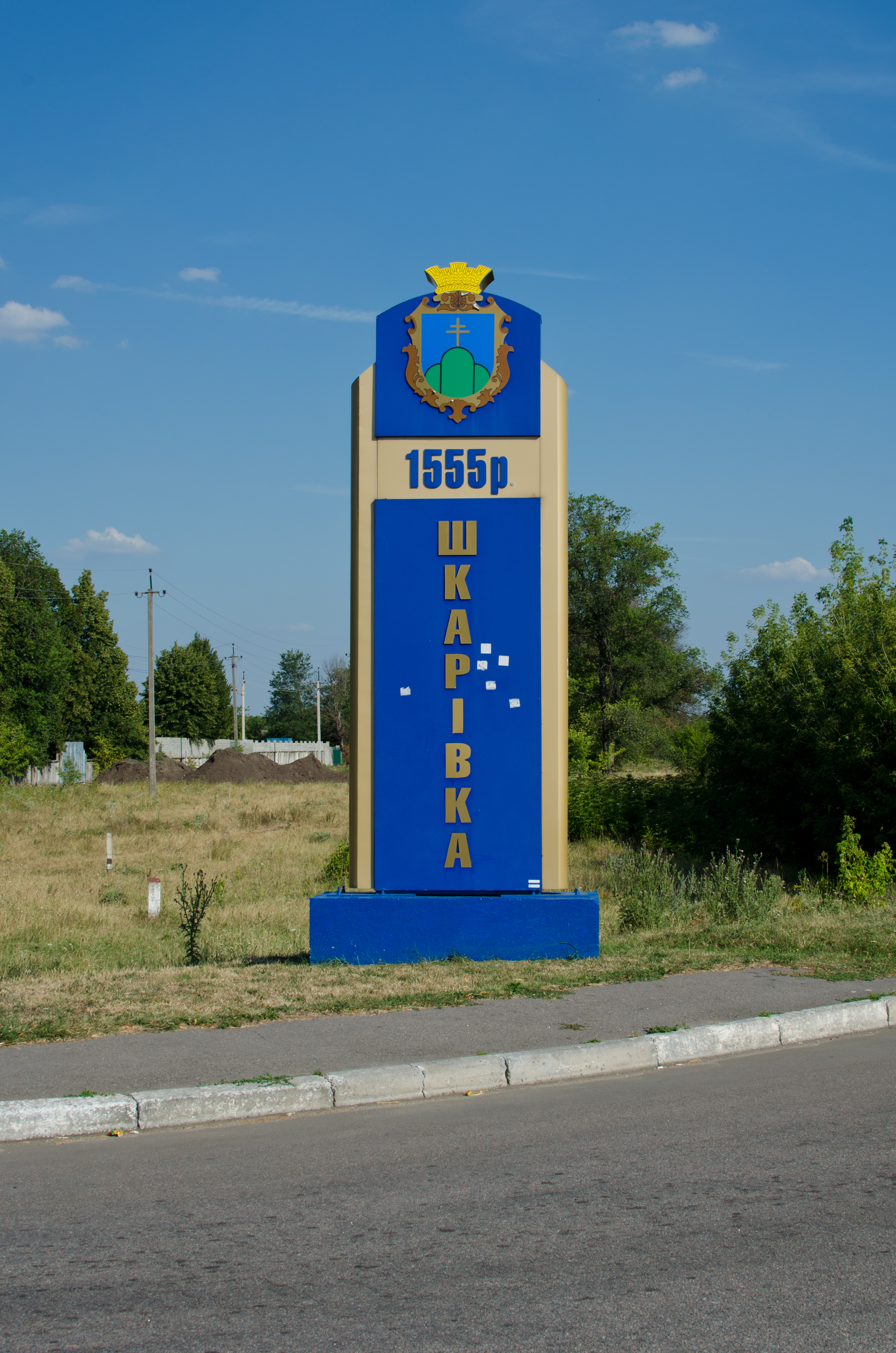
Знак на в'їзді до Шкарівки
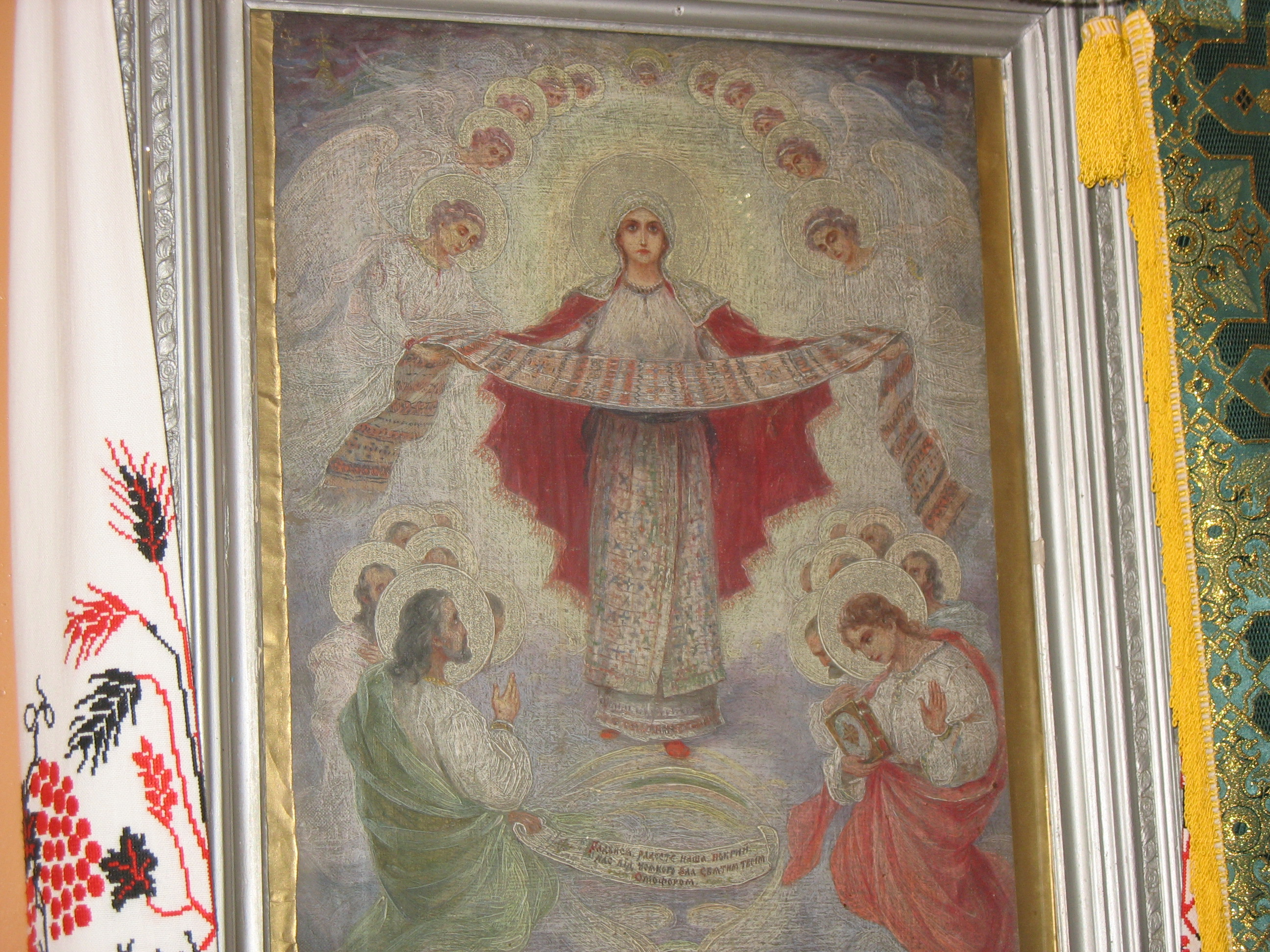
Ікона Покрову Богородиці
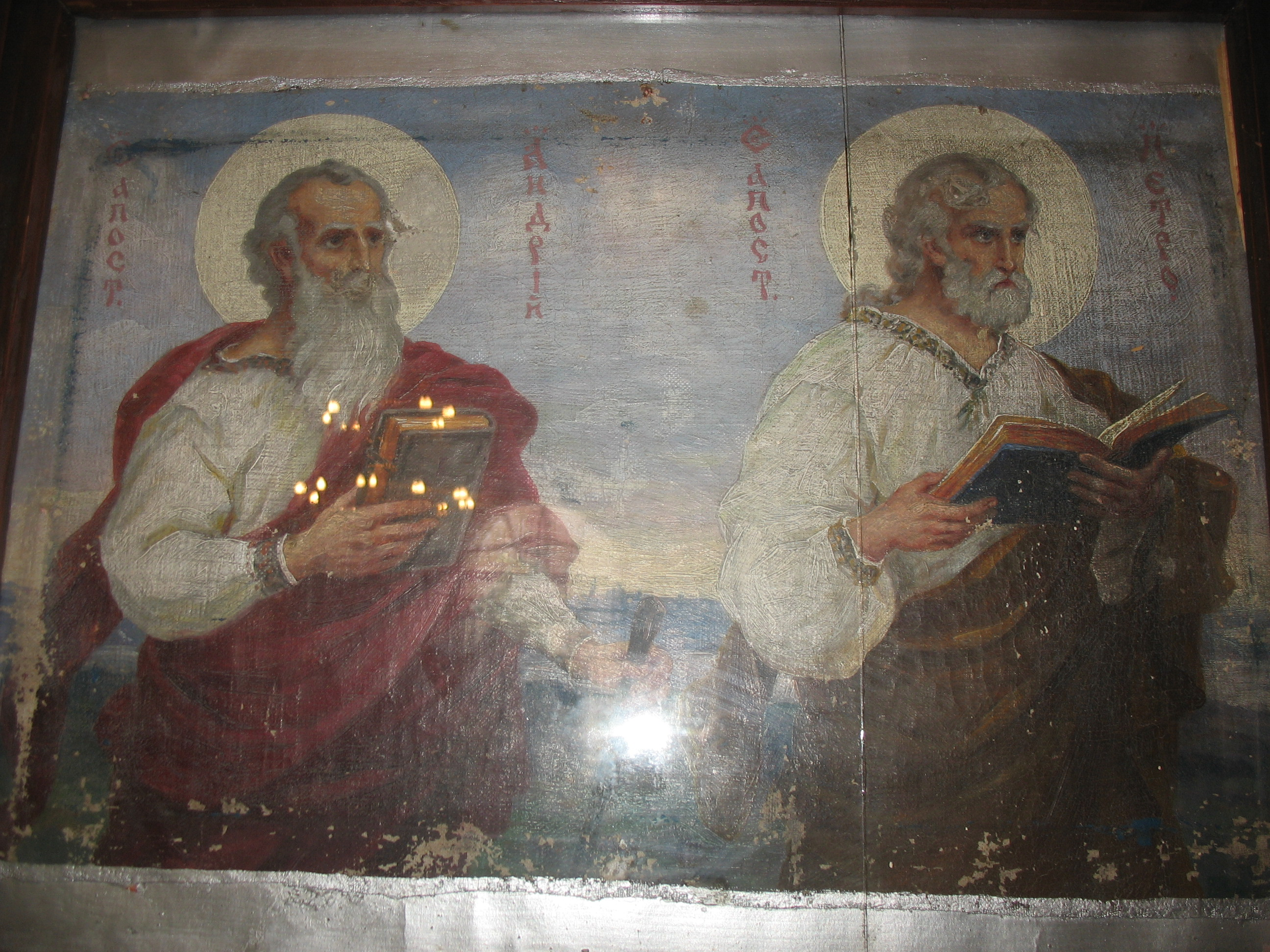
Ікона св. апостолів Андрія й Петра
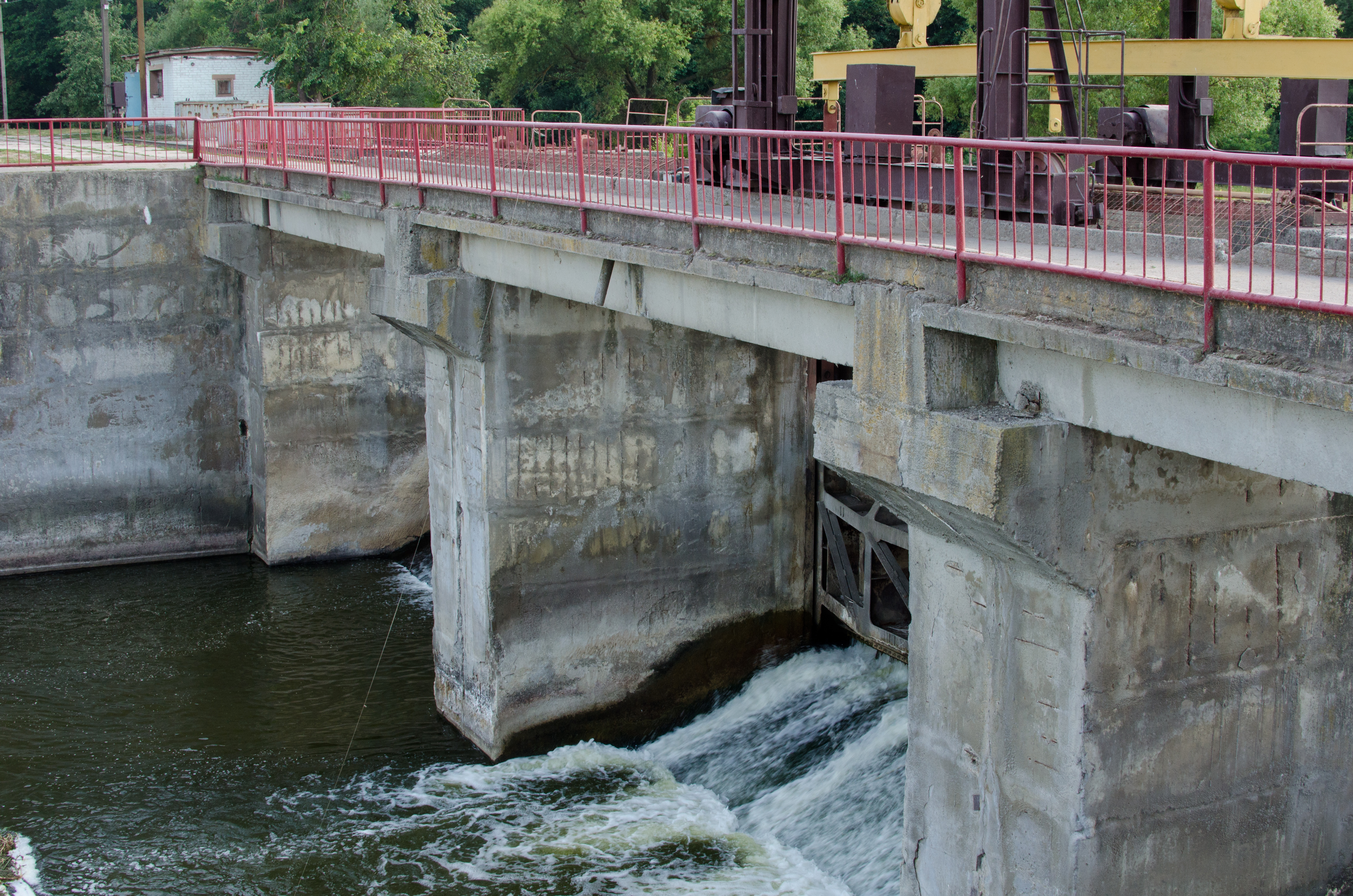
Шлюз на річці Рось
Пам'ятник Тарасу Шевченку у Шкарівському парку

## Джерело
- Облікова картка на сайті ВРУ[недоступне посилання з серпня 2019]